# Joaquín Achúcarro
 Joaquín Achúcarro  (Bilbao, 1 de Novembro de 1932) é um pianista espanhol. A sua técnica e sentido musical converteram-no num dos grandes intérpretes contemporâneos. Entre outros prémios, obteve o de Gian Battista Viotti (1953) e o Internacional de Liverpool (1959).